# Junkers F 13
Junkers F 13 (Юнкерс F 13) е пътнически самолет, проектиран и произведен от самолетостроителната фирма Junkers & Co. в Германия през 1919 г. Това е първият самолет за гражданското въздухоплаване, построен изцяло от метал.

## История
В края на Първата световна война Хуго Юнкерс (Hugo Jurgens), като главен проектант и самолетостроител, и Ото Ройтер (Otto Reuter) се договарят да се проектира самолет, който да бъде изцяло от метал. За производството се предвижда технология чрез занитване на дуралуминиеви листа към конструкцията. Самолетът е проектиран напълно за нуждите на гражданската авиация и не се предвижда военното му използване. След полет на 25 юни 1919 г.
 започва работата върху серийно производство. Във военните години и след поражението на Германия към този вид транспорт няма особен интерес. Това налага на 29 октомври 1919 г. първото производство на модел F-13 да се продаде в чужбина на Джон М. Ларсен (John M. Larsen) в САЩ. Фирмата „Junkers-Larsen Aircraft Corporation“, базирана в Ню Йорк, сглобява доставените F 13. Американската фирма на Ларсен произвежда и две машини модел JL6 с поплавъци са нуждите на флота на САЩ. Подобно сътрудничество също е било създадено и с Русия. В село Фили (сега квартал на Москва) е построен евакуираният от Рига завод „Руссо-Балт“. След революцията заводът с договор за концесия е предаден на „Junkers“, където започва производството на пътническия самолет Ju 13. Създадената в Русия авиокомпания „Добролёт“ е използвала тези машини. По-късно заводът прераства в голям авиационен завод, a след средата на 20 век е препрофилиран за производство на ракети и космически обекти.
Освен използването му като пътнически и товарен самолет, направени са модификации, използвани като санитарни самолети. За иранските ВВС е създаден в Съветския съюз военен вариант с картечница на покрива на кабината.
От общо произведени 330 бр. F 13, в Германия се експлоатират 110 самолета.

## Конструкция
F-13 е самолет моноплан, нископлощник с един редови бутален двигател с вътрешно горене. Изградена е затворена остъклена пътническа кабина с четири места. Фюзелажът е пространствена тръбна стоманена конструкция с форма на кутия, със занитена обшивка от листа от дуралуминий. Устройството за излитане и кацане е триопорно-неприбираем колесник с опашно колело. Конструкцията на шасито позволява смяната на колелата със ски или поплавници, което е използвано по-късно при експлоатирането на самолета. Кабината е оборудвана с удобни тапицирани седалки и в първоначалния вариант пилотската кабина е част от общия салон. По-късно се оформя като самостоятелна, разделена от пътниците. Конструкцията на самолета е моноплан с долноразположено крило, изработен от метал, със затворената кабина, с увеличения брой на пътници е революция в самолетостроенетто през 1919 г., като се има предвид концепциите, прилагани в самолетостроенето дотогава.
Мощността на двигателя се увеличава постепенно от 160 hp до 570 hp, което е съобразено с новите изисквания на пазара и е наложило производството на много варианти на самолета.

## Junkers F 13 в България
В България е създадена фирма със смесено участие Бунавад (Българско народно въздухоплавателно акционерно дружество) на Българската държава и „Junkers Flugzeugwerke A.G.“. Първите полети започват през октомври 1927 г. с два самолета, летящи по маршрута София – Русе – Варна и приключват година по-късно, когато фирмата прекратява дейността си. Българската държава не е изпълнила задълженията си по договора (подписан на 22 ноември 1926 г. в София) да изплаща определени суми на Бунавад за закупуване на нови самолети, отваряне и експлоатиране на вътрешни линии и т.н. и германската страна е принудена да се оттегли, a Бунавад прекратява дейността си.

## Технически характеристики
| Характеристика            | Показател (1919 г.)           | Показател (1927 г.) |
| ------------------------- | ----------------------------- | ------------------- |
| Производител              | Junkers                       | Junkers             |
| Екипаж                    | 2                             | 2                   |
| Пътници                   | 4                             | 4 -5                |
| Двигател                  | 6-цилиндров двигател BMW IIIa | Junkers L-2         |
| Мощност                   | 136 kW (185 hp)               | 170 kW (230 hp)     |
| Разпереност               | 14,82 m                       | 17,75 m             |
| Дължина                   | 9,60 m                        | 10,50 m             |
| Височина                  | 4,10 m                        | -                   |
| Площ на крилото           | 34,50 m2                      | 40,00 m2            |
| Маса празен               | 1075 kg                       | 1480 kg             |
| Маса полетна              | 1800 kg                       | 2400 – 2700 kg      |
| Максимална скорост        | 170 km/h                      | 205 km/h            |
| Крейсерска скорост        | 140 km/h                      | 175 km/h            |
| Далечина на полета        | 1200 km                       | -                   |
| Максимална скороподемност | 3,00 m/s                      | -                   |
| Таван                     | 4600 m                        | 5000 m              |
| Разбег/пробег             | 200/150 m                     | -                   |